# قائمة العطل الرسمية في سوريا
هذه قائمة بأيام العطل الرسمية في سورية.
| التاريخ                              | المناسبة              | الوصف                                                    |
| عطل ثابتة التواريخ                   |                       |                                                          |
| 1 كانون الثاني / يناير               | رأس السنة الميلادية   | أول أيام السنة حسب التقويم الميلادي                      |
| 21 آذار / مارس                       | عيد الأم              | يوم لتكريم الأم ودورها في بناء المجتمع.                  |
| 17 نيسان / أبريل                     | عيد الجلاء            | ذكرى سحب فرنسا جيوشها من أرض الجمهورية.                  |
| 1 أيار / مايو                        | عيد العمال            | يوم التضامن مع العمال                                    |
| 6 أيار / مايو                        | عيد الشهداء           | تذكارًا لمن سقطوا في سبيل الوطن.                          |
| 6 تشرين الأول / أكتوبر               | ذكرى حرب تشرين        | تذكارًا للانتصار في حرب تشرين واستعادة القنيطرة.          |
| 25 كانون الأول / ديسمبر              | عيد الميلاد           | عيد ميلاد يسوع المسيح بحسب التقويم الغريغوري.            |
| أعياد بتواريخ غير ثابتة              |                       |                                                          |
| 1 محرم (تقويم هجري)                  | رأس السنة الهجرية     | أول أيام السنة حسب التقويم الهجري.                       |
| 12 ربيع الأول (تقويم هجري)           | المولد النبوي         | مولد النبي محمد.                                         |
| 1 و 2 و3 شوال (تقويم هجري)           | عيد الفطر             | الإفطار بعد صيام شهر رمضان.                              |
| 10 و11 و12 و13 ذو الحجة (تقويم هجري) | عيد الأضحى            | عيد الأضحى، وبه تجري مراسم الحج في الإسلام.              |
| في شهر مارس أو أبريل                 | عيد القيامة           | ذكرى قيامة المسيح بحسب تقويم الكنيسة الغربية.            |
| في شهر مارس أو أبريل                 | عيد القيامة           | ذكرى قيامة المسيح بحسب تقويم الكنيسة الشرقية.            |
| الخميس الثالث من مارس                | عيد المعلم            | تقديرًا لجهود المعلمين في المجتمع.                        |
| الاحتفالات التي تقام بدون عطل        |                       |                                                          |
| 1 آذار / مارس                        | يوم اللغة العربية     | تأكيدًا على اللغة العربية ومكانتها.                       |
| 8 آذار/ مارس                         | عيد الثورة            | ذكرى استلام حزب البعث العربي الاشتراكي للسلطة في البلاد. |
| 1 آب / أغسطس                         | عيد الجيش             | تكريمًا للجيش العربي السوري ومجهوده.                      |
| 16 تشرين الثاني / نوفمبر             | ذكرى الحركة التصحيحية | ذكرى وصول الرئيس حافظ الأسد للسلطة.                      |
| 29 كانون الأول / ديسمبر              | عيد الشجرة            | تكريمًا للمزارعين وإبرازًا لأهمية البيئة والحفاظ عليها.    |